# Белинский, Виталий Владимирович
Вита́лий Влади́мирович Бели́нский (бел. Віталь Уладзіміравіч Бялінскі; род. 27 ноября 1989, Минск, БССР, СССР) — белорусский хоккеист (амплуа — вратарь). В настоящее время является игроком белградской «Црвены Звезды».

## Биография
Играет в хоккей с семи лет. Воспитанник хоккейной школы минской «Юности». Выступает в системе ХК «Юность» («Юниор», «Юность»-МХЛ, основная команда «Юность»), некоторое время выступал за ХК «Шинник» (Бобруйск) и ХК «Витебск». В сезоне 2012/2013 выступал в Высшей хоккейной лиге, 2 октября 2012 года был признан лучшим вратарём недели. Всего за сезон провёл 22 игры, пропустил 56 шайб и отразил 586 (91,3% отражённых бросков); коэффициент надёжности — 2,53; 3 раза проводил шатауты (сухие матчи).
Играл за юниорскую и молодёжную сборные Беларуси. 6 апреля 2013 года дебютировал за национальную сборную в матче против Германии, где пропустил 2 шайбы и отразил 27 бросков по воротам. В 2013 году включён в заявку национальной сборной на чемпионат мира. Дебютировал в первой игре чемпионата против Чехии, отразил 34 шайбы из 36 и был признан лучшим игроком команды. Всего на этом чемпионате выходил в пяти играх — против Чехии, Словении, Норвегии и Швейцарии, и один раз вышел на замену Дмитрия Мильчакова в матче против Дании. Провёл на льду 269 минут 46 секунд, пропустил 11 шайб (2,45 шайб за игру) и отразил 136 с коэффициентом надёжности 92,52%. Белинский пропустил 5 шайб, когда сборная Беларуси оставалась в меньшинстве.